# Ioan Codruț Șereș
Ioan Codruț Șereș (* 2. August 1969 in Zalău, Kreis Sălaj) ist ein rumänischer Politiker.

## Ausbildung und Beruf
Von 1988 bis 1993 absolvierte er an der Technischen Militärakademie Bukarest ein Ingenieurstudium, später studierte er in Kanada und den USA. Von 1993 bis 1999 arbeitete er für das rumänische Verteidigungsministerium, dann bis 2004 für verschiedene Firmen.

## Politik
Er war bei den Präsidentschaftswahlen im November 2004 Kandidat der Rumänischen Humanistischen Partei (PUR), einer sozial-liberalen Gruppierung; seit 2005 firmiert die PUR unter dem Namen Partidul Conservator und vertritt nun eher christlich-konservative Positionen. Von Dezember 2004 bis Dezember 2006 war Șereș im Kabinett von Ministerpräsident Călin Popescu-Tăriceanu Minister für Wirtschaft und Handel seines Landes. Von 2004 bis 2008 war er Mitglied des Rumänischen Senats.